# Smail Bakhty
Smail Bakhty (arabisch إسماعيل بختي, DMG Ismāʿīl Baḫtī; * 29. November 2006 in Marrakesch) ist ein marokkanischer Fußballspieler.

## Karriere

### Verein
Bakhty begann seine Karriere bei Kawkab Marrakesch. Zur Saison 2021/22 wechselte er in die Jugend von FAR Rabat. Im Januar 2025 wechselte er nach Österreich zur Reserve von Bundesligist SK Sturm Graz. Bei Sturm kam er bis zum Ende der Saison 2024/25 aber ausschließlich in der U-19 und der Akademie zum Einsatz.
Im August 2025 debütierte Bakhty schließlich in der 2. Liga, als er am dritten Spieltag der Saison 2025/26 gegen den FC Liefering in der Startelf stand.

### Nationalmannschaft
Bakhty nahm 2023 mit der marokkanischen U-17-Auswahl am Afrika-Cup teil. Beim Turnier kam er zu fünf Einsätzen, mit Marokko wurde er Zweiter. Durch dieses Abschneiden war Marokko auch für die WM im selben Jahr qualifiziert. Für diese wurde Bakhty ebenfalls nominiert, beim Turnier absolvierte er vier Spiele. Marokko schied im Viertelfinale aus.
2025 nahm er mit der U-20-Auswahl ebenfalls am Afrika-Cup teil. Bakhty kam in vier Spielen seines Landes zum Zug, Marokko wurde abermals Zweiter.